# Stora torget, Sundsvall
Stora torget ligger i Stenstan i centrala Sundsvall. 
Torget genomskärs i norr av gågatan Storgatan, i öster av Esplanaden, i söder av Kyrkogatan och i väster av Torggatan. Rakt över torget i nord-sydlig riktning skär Centralgatan. 
På Stora Torget bedrivs torghandel i stort sett varje dag., men har de senaste åren minskat i omfattning. Taxibilar utgår ifrån taxiområdet torgets sydöstra del. Bussar stannar närmast vid Navet och hållplatsen Trädgårdsgatan på Esplanaden.
Mitt på torget står en staty av stadens grundare, Gustav II Adolf. Statyn avtäcktes den 23 augusti 1911, på 290-årsdagen efter stadsprivilegiernas utfärdande

## Byggnader
Med sitt läge mitt i Stenstan finns flera av stadens ståtligaste hus runt torget. Holmströmska huset och Grahnska huset norr om torget. I nordväst Rahmska huset. Längs torgets västra sida ligger den breda parkgatan Esplanaden och på dess motsatta sida Vängåvan. I sydväst ligger Danske Banks kontor i det hus som bär namnet Centralhotellet. Söder om torget ligger Stadshuset och i sydöstra hörnet ligger Thulehuset som inrymmer NTI-gymnasiet och har butiker i bottenplanet. Väster om torget Hirschska huset och i nordvästra hörnet av torget inom fastigheten Glädjen 4 ligger gamla Tempo-huset som byggdes i mitten av 1960-talet.

## Bilder

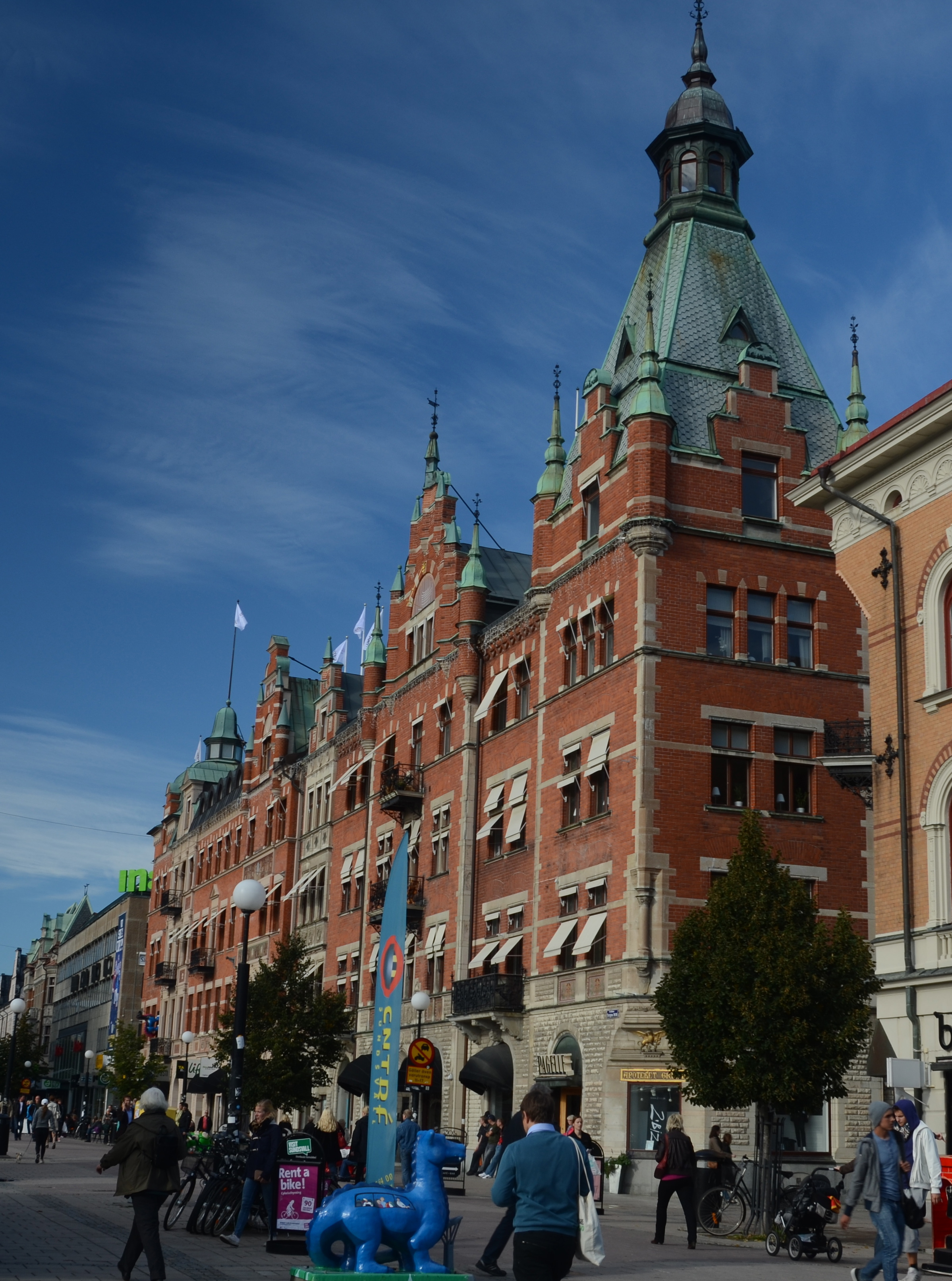
Grahnska huset med gamla Tempo-huset långt bak till vänster i bild.
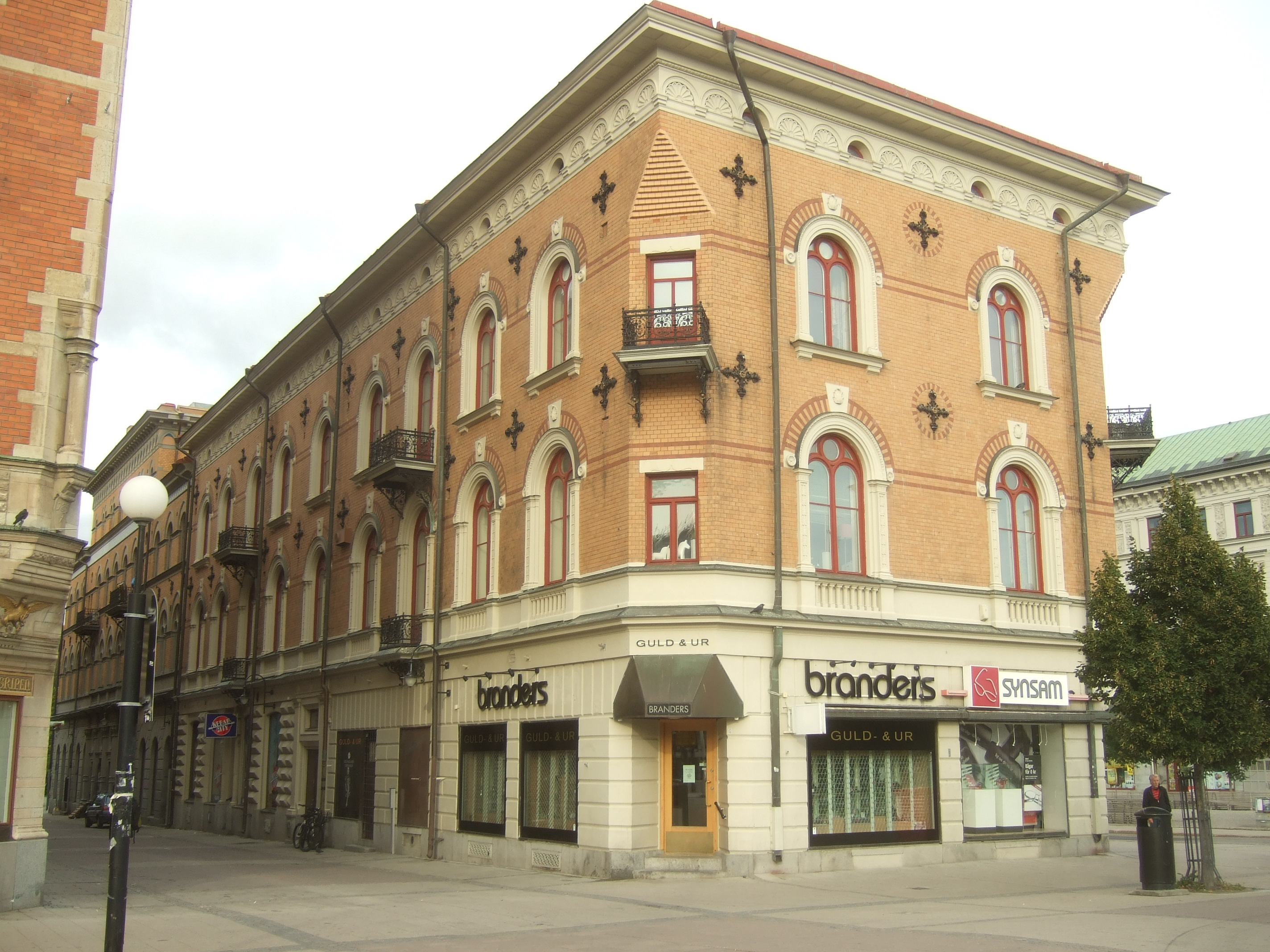
Rahmska huset.
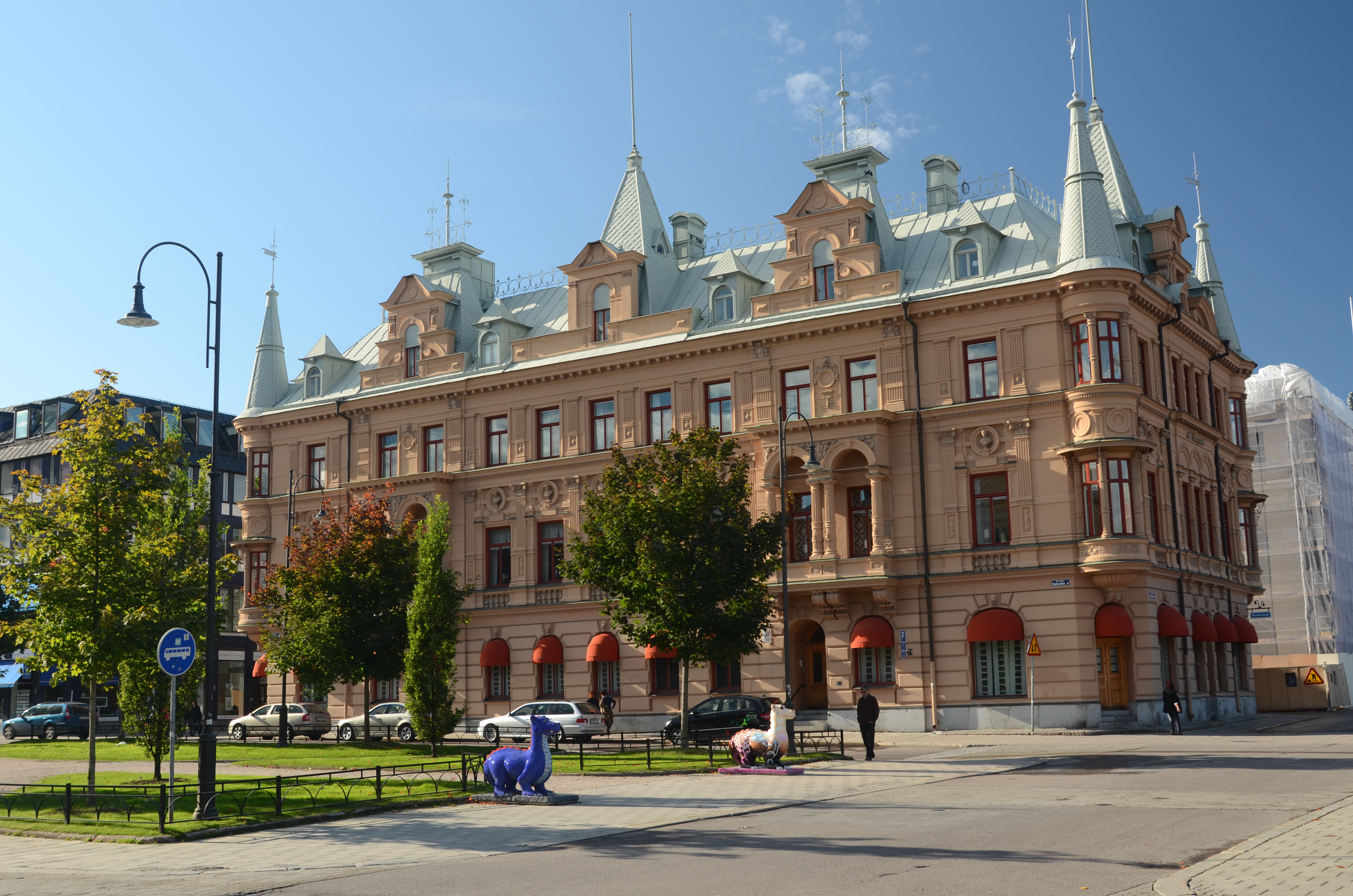
Centralhotellet som idag inrymmer Danske Bank, sett från Vängåvan på andra sidan Esplanaden.
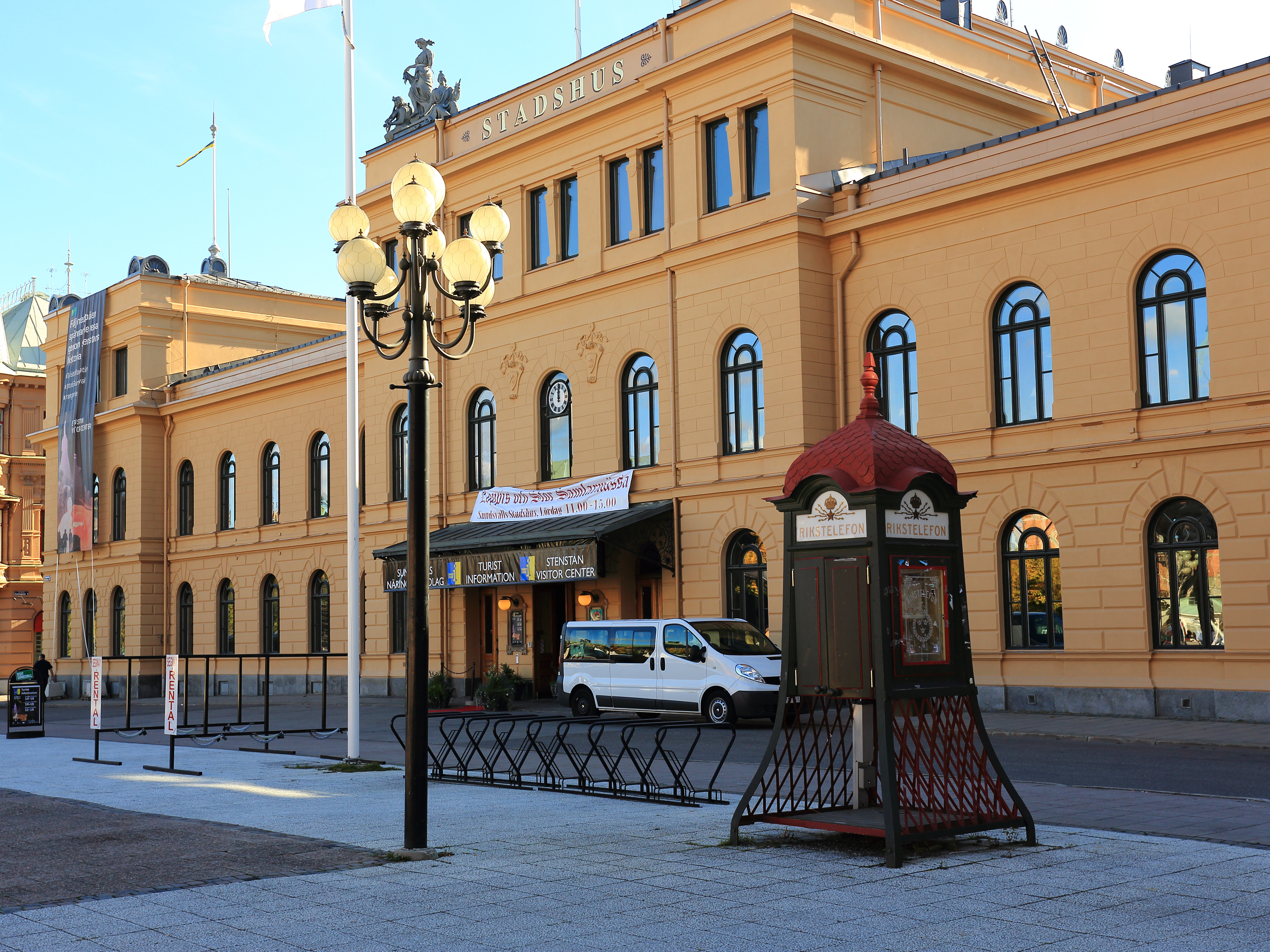
Stadshuset söder om torget.
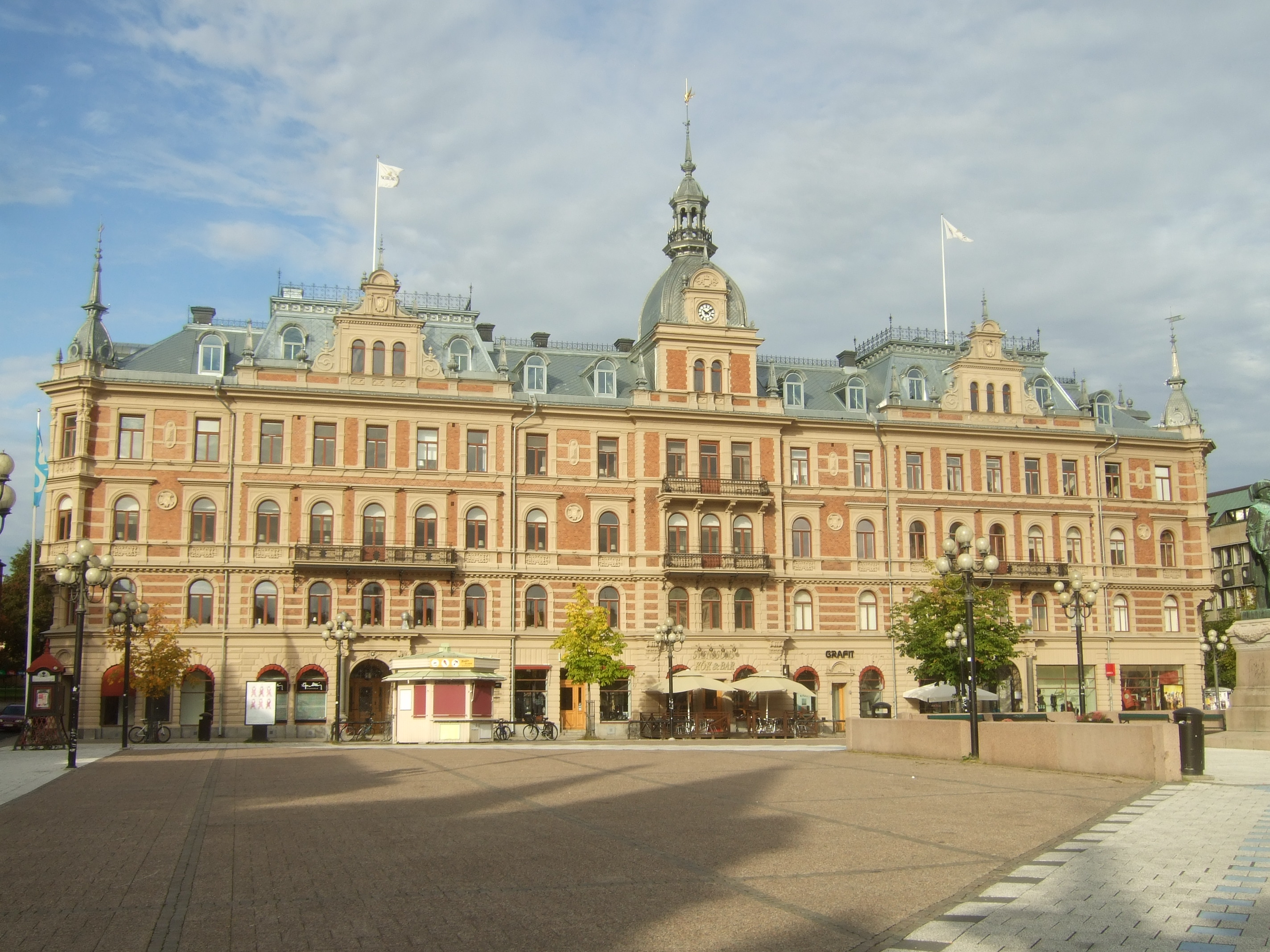
Hirschska huset väster om torget.